# Новокузнецкий планетарий
Новокузнецкий планетарий — первый в Кемеровской области планетарий, расположенный в Новокузнецке и первый стационарный планетарий, открытый за Уралом.

## История
Строительство специализированного здания планетария в Новокузнецке было начато в 1966 году. Сам проект здания подготовил Альберт Андреевич Фёдоров (1926—2017), руководитель первого планетария города, располагавшегося тогда в здании клуба имени В. В. Маяковского в Абашево с 1959 года.
5 мая 1970 года состоялось торжественное открытие планетария в парке Гагарина. В звёздном зале планетария был установлен современный по тем временам проекционный аппарат немецкой фирмы «Carl Zeiss», проецировавший на купол планетария различные небесные и астрономические явления. Спустя два года в построенной обсерватории установили телескоп, на тот момент — крупнейший в стране. Вскоре планетарий признали одним из лучших в СССР, директора планетариев проводили здесь всесоюзные и областные совещания, тут же проходили областные олимпиады по астрономии, выступление лекторов и даже пропаганды общества «Знание».
В 1981 году перед зданием планетария был установлен памятник Юрию Гагарину. Установка была приурочена к двадцатой годовщине первого полёта космонавта. За год до этого возле планетария поставили самолёт «Ил-18», где проводили занятия лётчики и демонстрировались мультфильмы для детей. Самолёт был демонтирован в 2000 году.
2009 год ознаменовался 50-летним юбилеем Новокузнецкого планетария. В звёздном зале, при поддержке администрации Кемеровской области, был установлен современный проекционный аппарат Skymaster ZKP4 от «Carl Zeiss». Подобный проекционный аппарат, стоящий в Новокузнецком планетарии, находится ещё лишь в двух планетариях России — Ярославском и Калужском.
В 2010 году планетарию присвоено имя его основателя и первого директора, участника Великой Отечественной войны, заслуженного работника культуры РФ, Почётного гражданина города Новокузнецка и Кемеровской области Альберта Андреевича Фёдорова.
С 1 сентября 2013 г. по 28 августа 2014 г. Новокузнецкий планетарий находился на капитальном ремонте. В рамках празднования Дня Шахтёра в Новокузнецке произошло торжественное открытие обновлённого планетария, на котором присутствовали почётные гости, в том числе дважды Герой Советского Союза, лётчик-космонавт Борис Валентинович Волынов и дважды Герой Советского Союза, лётчик-космонавт Алексей Архипович Леонов.
В октябре 2014 года планетарий отметил свой 55-летний юбилей, а через год в стенах учреждения побывал восьми миллионный посетитель.
С 1 июня 2018 года в планетарии происходило обновление материально-технической базы, а 9 мая 2019 года он вновь открыл свои двери для посетителей.
4 октября 2019 года Новокузнецкий планетарий отметил своё 60-летие.

## Звёздный зал и экспонаты
Звёздный зал рассчитан на 68 посадочных мест и оборудован полнокупольной проекционной системой фирмы «Carl Zeiss», состоящей из пяти цифровых проекторов. Аппарат совмещает оптико-механическую и цифровую проекции, демонстрируя эффект присутствия зрителей в космосе. Совместная система управления позволяет плавно переходить между типами проекции во время сеанса, оптимально используя преимущества обеих систем. Также данная аппаратура способна одновременно отображать около 7 000 звёзд. С его помощью можно наблюдать движение небосвода, вид звёздного неба с любой точки Земли, а также различные природные и небесные явления. Благодаря цифровым проекторам осуществляется высокая разрешительная способность, получая при этом высокое качество полнокупольного изображения.
Среди различных экспонатов планетария можно отметить глобусы Земли и звёздного неба, интерактивные экспонаты, которые наглядно демонстрируют посетителям действие физических законов и природных явлений. Также планетарий предлагает познакомиться с тематическими выставками, посвящёнными освоению человеком космического пространства.

## Деятельность в сфере образования
Планетарий содействует реализации государственных программ, как среднего и высшего, так и дополнительного образования по астрономии, географии, космонавтике и другим смежным дисциплинам. В Новокузнецком планетарии дети получают первичные знания о Земле и Вселенной. Для школьников и студентов проводятся познавательные программы по астрономии, физике космоса и географии, ежегодные олимпиады и конференции по различным аспектам современной науки и физической картине мира. Планетарий входит в состав Ассоциации планетариев России.

## Территория планетария
Окружающая планетарий территория (т. н. «астрономическая площадка») является частью Городского парка им. Ю. А. Гагарина. Здесь находится памятник первому космонавту планеты, являющийся работой архитектора Ю. М. Журавкова и скульптора В. И. Дудника. Также площадь известна своей обсерваторией и сценой, на которой проходят различные городские мероприятия. На площади в 2014 году были установлены солнечные часы, а сама площадная укладка стилизована под изображение Солнечной системы.